# 星のヨーデル
『星のヨーデル』（ほしのヨーデル）は、日本の楽曲。作詞：武鹿悦子、作曲：溝上日出夫、歌：牧山静江、西六郷少年少女合唱団。NHK『みんなのうた』で、1969年6月 - 7月に放送された。
「ヨーデル」というタイトルとはちょっと趣を異にするセミクラシック調の歌に、ペーパークラフトと星空の組み合わせの映像で構成。アニメーターの加藤晃と毛利厚のコンビは、この半年後に『トレロカモミロ』を世に送り出す。
長期にわたって再放送されなかったが、「みんなのうた発掘プロジェクト」で映像と音声が発掘され、2015年8月 - 9月に同時期に放送された『さっさか大阪』と共に、46年ぶりに再放送される。